# Šumiac
Šumiac (allemand : Königsberg bei Großrauschenbach), est un village de Slovaquie situé dans la région de Banská Bystrica.

## Histoire
Première mention écrite du village en 1573.

## Démographie

### Évolution de la population
| Année:               | 1994. | 2004.   | 2014.   | 2024.   |
| -------------------- | ----- | ------- | ------- | ------- |
| Nombre de personnes: | 1558  | 1415    | 1290    | 1309    |
| Différence:          |       | -9,17 % | -8,83 % | +1,47 % |

| Année:               | 2023. | 2024.   |
| -------------------- | ----- | ------- |
| Nombre de personnes: | 1310  | 1309    |
| Différence:          |       | -0,07 % |

## Transport
La gare du hameau de Červená Skala forme la jonction entre les chemins de fer 172 et 173 venant de Brezno et de Margecany.